# Kosarom
Kosarom Pașcani este o companie producătoare de produse din carne din România.
Kosarom produce circa 80 de sortimente de preparate din carne, materia primă fiind asigurată în cea mai mare parte din producția proprie.
Firma face parte, alături de societățile Agricola Târgu Frumos, Suinprod Roman și Avi Top Iași, din grupul de firme Kosarom, unul dintre cei mai importanți producători de preparate din carne din România.
Suinprod Roman se ocupă cu creșterea și îngrășarea porcilor, iar Agricola Târgu Frumos exploatează peste 3.000 de hectare de teren arabil și deține și o fermă de creștere a bovinelor.
Avi Top este profilată pe creșterea și abatorizarea puilor.
Cifra de afaceri în 2005: 69,5 milioane lei (19,2 milioane euro)
În 2022: apropie cifra de 220 milioane lei (~ 44,6 milioane euro) și obține locul 1 în clasamentul județean Top 10K Business Awards - județul Iași pentru cea mai mare cifra de afaceri din industria sa (clasa CAEN 1011).